# Liste des titres musicaux numéro un aux États-Unis en 2012
Cette page liste les titres numéro un les plus performants aux États-Unis pour l'année 2012 selon le magazine Billboard. Ils sont issus des classements suivants : les 100 meilleures ventes de singles (Billboard Hot 100) et les 200 meilleures ventes d'albums (Billboard 200).

## Historique

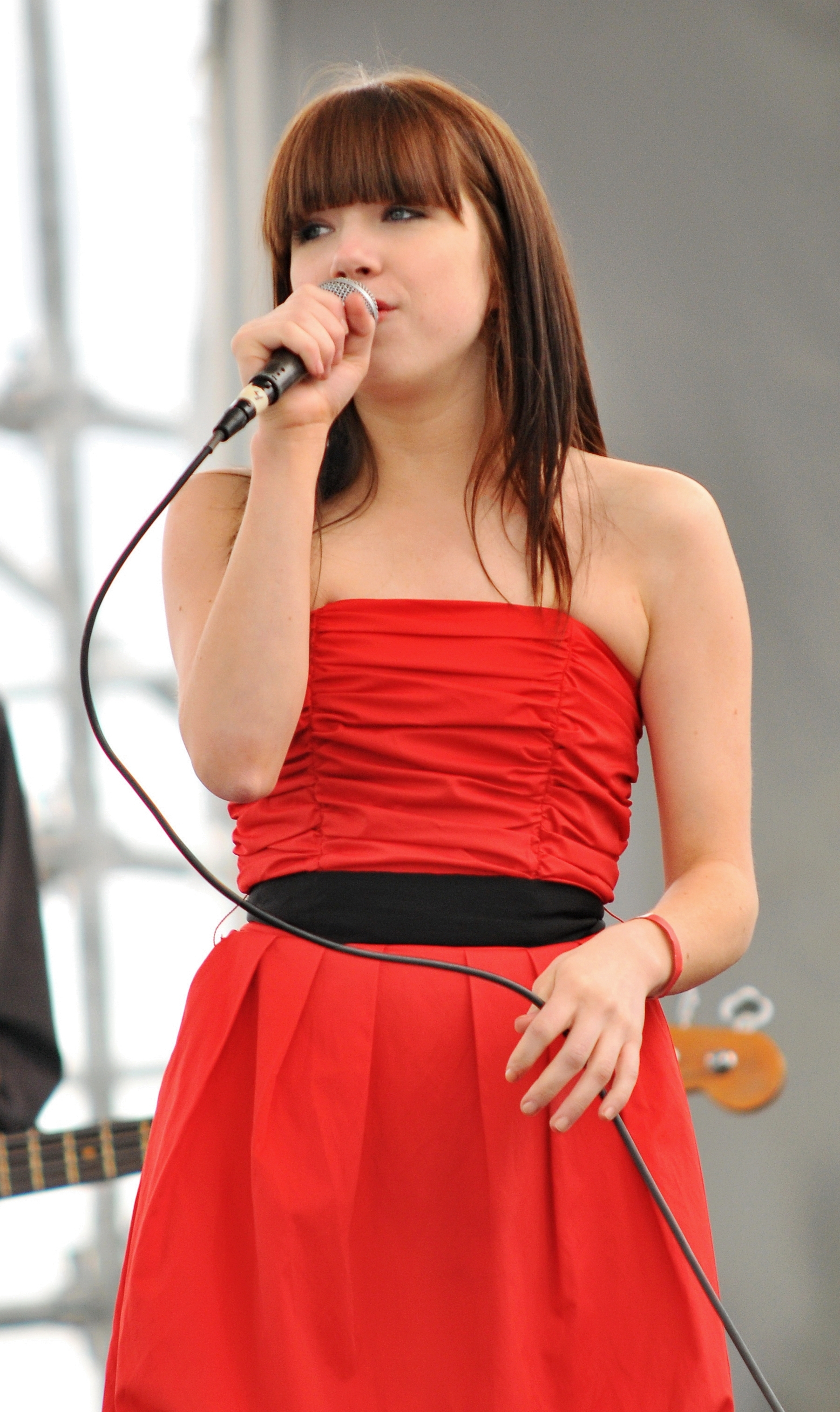
La chanson Call Me Maybe de la chanteuse Carly Rae Jepsen est resté 9 semaines numéro un au Billboard Hot 100 en 2012.

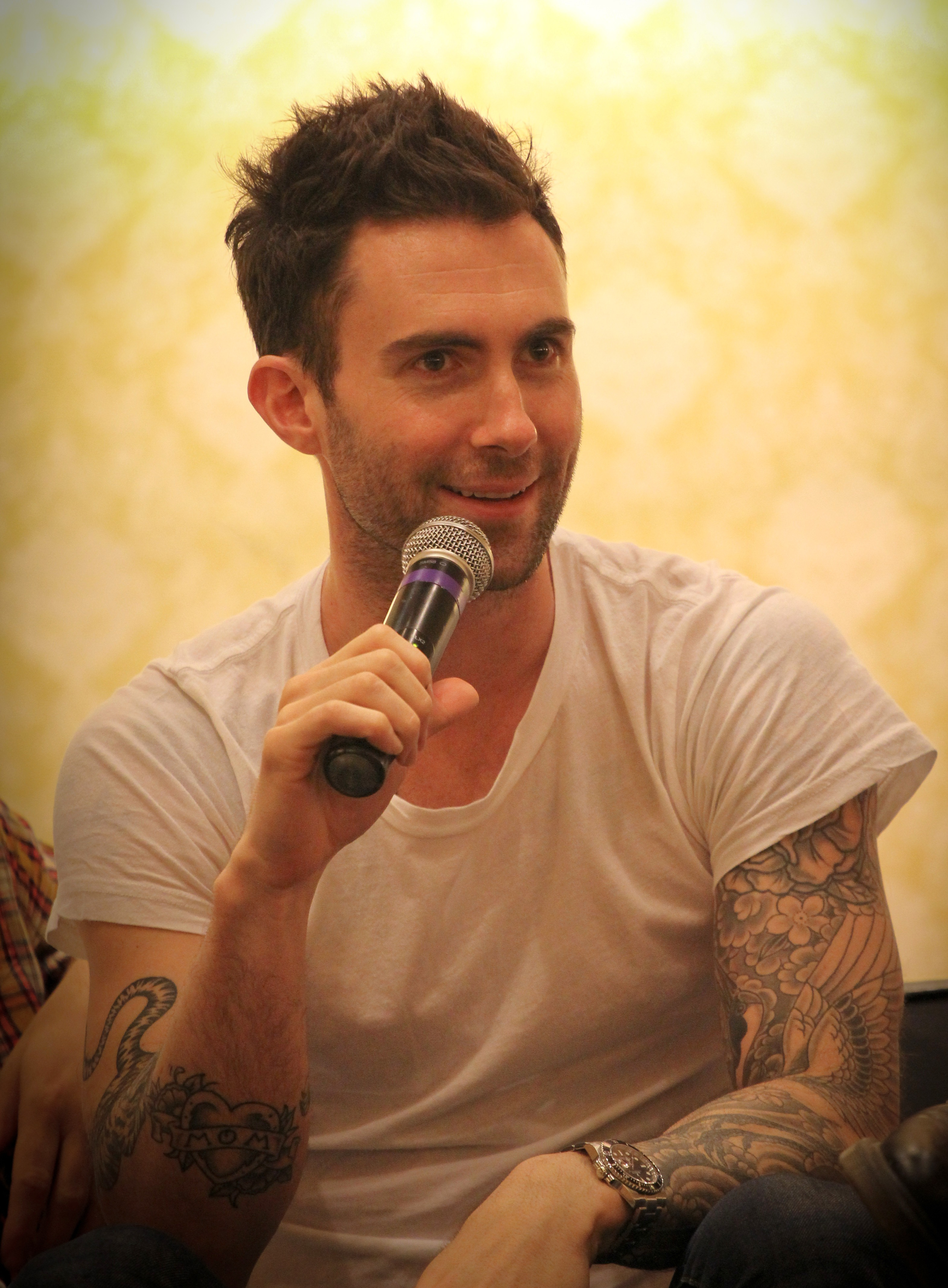
La chanson One More Night du groupe américain Maroon 5 est resté 9 semaines consécutive au Billboard Hot 100 en 2012.

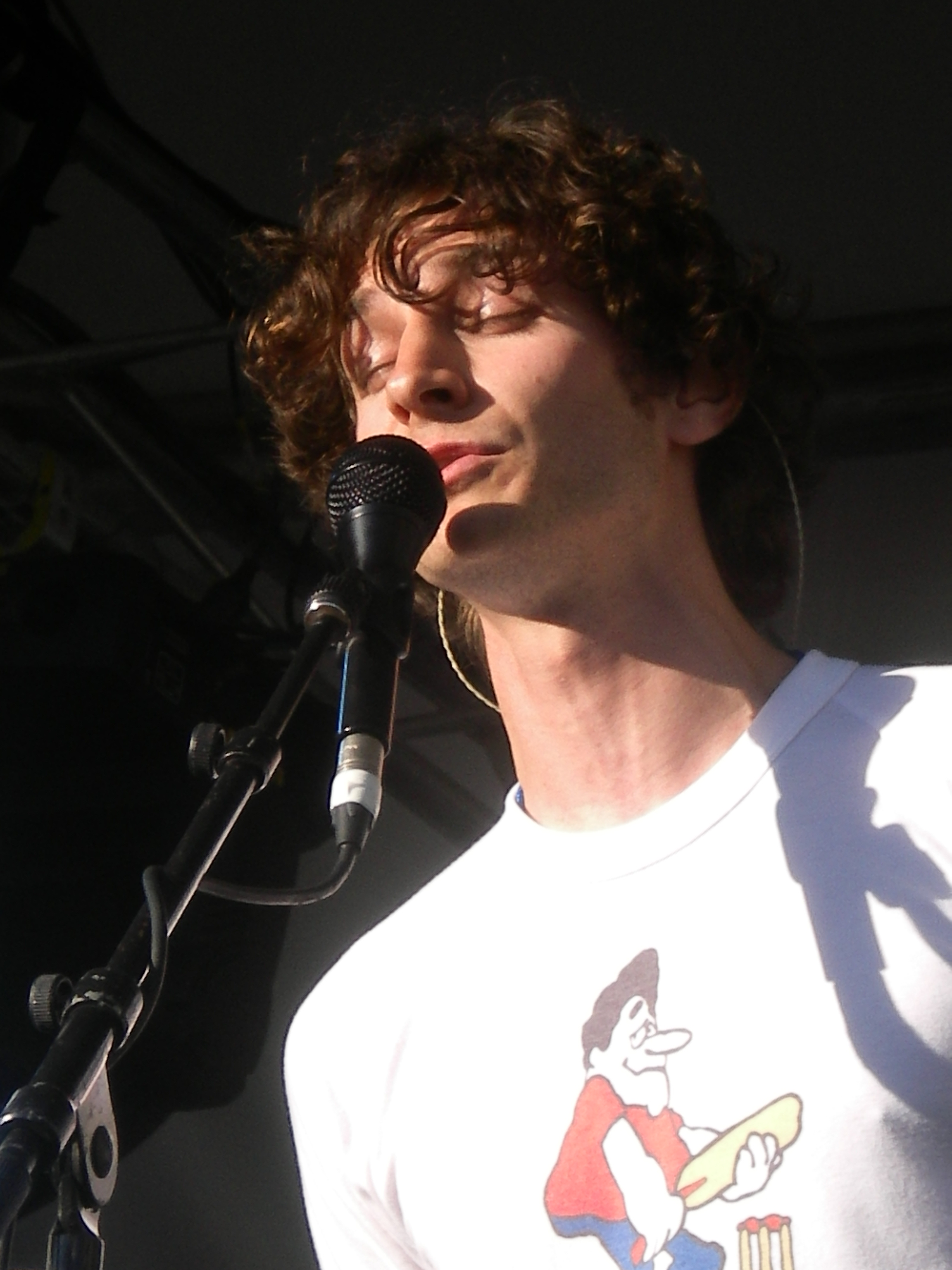
Le chanteur belge Gotye est resté 8 semaines numéro un au Billboard Hot 100 en 2012 avec sa chanson Somebody That I Used to Know.

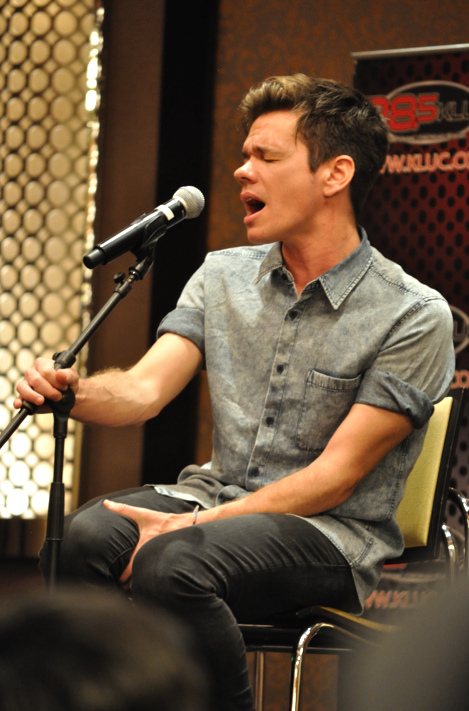
La chanson We Are Young du groupe Fun est resté 6 semaines numéro un au Billboard Hot 100 en 2012.

| Date          | Artiste(s)                      | Titre                                   | Référence |
| ------------- | ------------------------------- | --------------------------------------- | --------- |
| 7 janvier     | LMFAO                           | Sexy and I Know It                      |           |
| 14 janvier    | LMFAO                           | Sexy and I Know It                      |           |
| 21 janvier    | Rihanna featuring Calvin Harris | We Found Love                           |           |
| 28 janvier    | Rihanna featuring Calvin Harris | We Found Love                           |           |
| 4 février     | Adele                           | Set Fire to the Rain                    |           |
| 11 février    | Adele                           | Set Fire to the Rain                    |           |
| 18 février    | Kelly Clarkson                  | Stronger (What Doesn't Kill You)        |           |
| 25 février    | Kelly Clarkson                  | Stronger (What Doesn't Kill You)        |           |
| 3 mars        | Katy Perry                      | Part of Me                              |           |
| 10 mars       | Kelly Clarkson                  | Stronger (What Doesn't Kill You)        |           |
| 17 mars       | Fun featuring Janelle Monáe     | We Are Young                            |           |
| 24 mars       | Fun featuring Janelle Monáe     | We Are Young                            |           |
| 31 mars       | Fun featuring Janelle Monáe     | We Are Young                            |           |
| 7 avril       | Fun featuring Janelle Monáe     | We Are Young                            |           |
| 14 avril      | Fun featuring Janelle Monáe     | We Are Young                            |           |
| 21 avril      | Fun featuring Janelle Monáe     | We Are Young                            |           |
| 28 avril      | Gotye featuring Kimbra          | Somebody That I Used to Know            |           |
| 5 mai         | Gotye featuring Kimbra          | Somebody That I Used to Know            |           |
| 12 mai        | Gotye featuring Kimbra          | Somebody That I Used to Know            |           |
| 19 mai        | Gotye featuring Kimbra          | Somebody That I Used to Know            |           |
| 26 mai        | Gotye featuring Kimbra          | Somebody That I Used to Know            |           |
| 2 juin        | Gotye featuring Kimbra          | Somebody That I Used to Know            |           |
| 9 juin        | Gotye featuring Kimbra          | Somebody That I Used to Know            |           |
| 16 juin       | Gotye featuring Kimbra          | Somebody That I Used to Know            |           |
| 23 juin       | Carly Rae Jepsen                | Call Me Maybe                           |           |
| 30 juin       | Carly Rae Jepsen                | Call Me Maybe                           |           |
| 7 juillet     | Carly Rae Jepsen                | Call Me Maybe                           |           |
| 14 juillet    | Carly Rae Jepsen                | Call Me Maybe                           |           |
| 21 juillet    | Carly Rae Jepsen                | Call Me Maybe                           |           |
| 28 juillet    | Carly Rae Jepsen                | Call Me Maybe                           |           |
| 4 août        | Carly Rae Jepsen                | Call Me Maybe                           |           |
| 11 août       | Carly Rae Jepsen                | Call Me Maybe                           |           |
| 18 août       | Carly Rae Jepsen                | Call Me Maybe                           |           |
| 25 août       | Flo Rida                        | Whistle                                 |           |
| 1er septembre | Taylor Swift                    | We Are Never Ever Getting Back Together |           |
| 8 septembre   | Taylor Swift                    | We Are Never Ever Getting Back Together |           |
| 15 septembre  | Flo Rida                        | Whistle                                 |           |
| 22 septembre  | Taylor Swift                    | We Are Never Ever Getting Back Together |           |
| 29 septembre  | Maroon 5                        | One More Night                          |           |
| 6 octobre     | Maroon 5                        | One More Night                          |           |
| 13 octobre    | Maroon 5                        | One More Night                          |           |
| 20 octobre    | Maroon 5                        | One More Night                          |           |
| 27 octobre    | Maroon 5                        | One More Night                          |           |
| 3 novembre    | Maroon 5                        | One More Night                          |           |
| 10 novembre   | Maroon 5                        | One More Night                          |           |
| 17 novembre   | Maroon 5                        | One More Night                          |           |
| 24 novembre   | Maroon 5                        | One More Night                          |           |
| 1er décembre  | Rihanna                         | Diamonds                                |           |
| 8 décembre    | Rihanna                         | Diamonds                                |           |
| 15 décembre   | Rihanna                         | Diamonds                                |           |
| 22 décembre   | Bruno Mars                      | Locked Out of Heaven                    |           |
| 29 décembre   | Bruno Mars                      | Locked Out of Heaven                    |           |